# Karl Sudrich
Karl Sudrich (Hodschein, 7 ottobre 1895 – 18 settembre 1944) è stato uno schermidore austriaco, vincitore di una medaglia di bronzo ai Campionati Internazionali di scherma.